# Bergallia curta
Bergallia curta är en insektsart som beskrevs av Rauno E. Linnavuori och Delong 1977. Bergallia curta ingår i släktet Bergallia och familjen dvärgstritar. Inga underarter finns listade i Catalogue of Life.